# 164. вечити дерби у фудбалу
164. вечити дерби је фудбалска утакмица која је одиграна 7. априла 2021. године на Стадиону Рајко Митић у Београду. Ова утакмица је играна у оквиру 30. кола Суперлиге Србије у сезони 2020/21, а Црвена звезда је победила Партизан са 1:0 (0:0). Главни судија на утакмици био је Новак Симовић из Ловћенца.
Директан телевизијски пренос утакмице реализовала је мрежа Арена спорт, уз употребу 28 камера (шеснаест за сам пренос и додатних дванаест за студијске потребе). Сигнал са стадиона емитовали су канали Арена спорт 1 и Б92. Директан радијски пренос могао се пратити на таласима Радио Београда 1.
Као и претходни, и овај вечити дерби је одигран без присуства навијача, а разлог томе поново су биле мере надлежних органа у циљу сузбијања пандемије ковида 19. Ово је био трећи пут у историји да првенствени сусрет београдских вечитих ривала није уживо пратила публика на стадиону.

## Међусобни скор пред дерби

### Статистика вечитих дербија
| Такм.     | ИГP | ЦЗB | Н  | ПАР | ГолЦЗВ | ГолПАР |
| --------- | --- | --- | -- | --- | ------ | ------ |
| Првенство | 163 | 64  | 52 | 47  | 228    | 197    |
| Куп       | 38  | 20  | 4  | 14  | 57     | 49     |
| Остало    | 55  | 25  | 9  | 21  | 103    | 90     |
| Укупно    | 256 | 109 | 65 | 82  | 388    | 336    |

### Последњих десет вечитих дербија
| #    | Такмичење                        | Домаћин       | Гост          | Датум       | Резултат |
| ---- | -------------------------------- | ------------- | ------------- | ----------- | -------- |
| 156. | Суперлига Србије 2017/18.        | Партизан      | Црвена звезда | 13.12.2017. | 1:1      |
| 157. | Суперлига Србије 2017/18.        | Црвена звезда | Партизан      | 14.04.2018. | 2:1      |
| 158. | Суперлига Србије 2018/19.        | Партизан      | Црвена звезда | 23.09.2018. | 1:1      |
| 159. | Суперлига Србије 2018/19.        | Црвена звезда | Партизан      | 02.03.2019. | 1:1      |
| 160. | Суперлига Србије 2018/19.        | Црвена звезда | Партизан      | 25.04.2019. | 2:1      |
| —    | Куп Србије 2018/19. — финале     | Црвена звезда | Партизан      | 23.05.2019. | 0:1      |
| 161. | Суперлига Србије 2019/20.        | Партизан      | Црвена звезда | 22.09.2019. | 2:0      |
| 162. | Суперлига Србије 2019/20.        | Црвена звезда | Партизан      | 01.03.2020. | 0:0      |
| —    | Куп Србије 2019/20. — полуфинале | Партизан      | Црвена звезда | 10.06.2020. | 1:0      |
| 163. | Суперлига Србије 2020/21.        | Партизан      | Црвена звезда | 18.10.2020. | 1:1      |

## Пласман клубова на табели Суперлиге Србије 2020/21.
Црвена звезда је 164. дерби дочекала на челу табеле Суперлиге Србије, а у дотадашњем делу сезоне освојила је 83 бода и није забележила ниједан пораз. Партизан је заузимао друго место и имао је заостатак од девет бодова. Обе екипе су дерби дочекале са 17 везаних првенствених победа.
|  | М | Клуб          | Одиг. | Поб. | Нер. | Пор. | ГД | ГП | ГР  | Бод. |
|  | - | ------------- | ----- | ---- | ---- | ---- | -- | -- | --- | ---- |
|  | 1 | Црвена звезда | 29    | 27   | 2    | 0    | 82 | 13 | +69 | 83   |
|  | 2 | Партизан      | 29    | 24   | 2    | 3    | 78 | 14 | +64 | 74   |
|  | 3 | Војводина     | 29    | 18   | 6    | 5    | 51 | 29 | +22 | 60   |

|  | М | Клуб          | Одиг. | Поб. | Нер. | Пор. | ГД | ГП | ГР  | Бод. |
|  | - | ------------- | ----- | ---- | ---- | ---- | -- | -- | --- | ---- |
|  | 1 | Црвена звезда | 30    | 28   | 2    | 0    | 83 | 13 | +70 | 86   |
|  | 2 | Партизан      | 30    | 24   | 2    | 4    | 78 | 15 | +63 | 74   |
|  | 3 | Чукарички     | 30    | 18   | 7    | 5    | 57 | 24 | +33 | 61   |

## Детаљи меча
| Црвена звезда    | 1 : 0 Извештај | Партизан |
| ---------------- | -------------- | -------- |
| Мирко Иванић 58’ |                |          |

| Црвена звезда | Партизан |

| Црвена звезда:  |    |                  |  |         |
| О               | 2  | Милан Гајић      |  |         |
| С               | 4  | Мирко Иванић     |  | 58’     |
| О               | 5  | Милош Дегенек    |  | 76’     |
| С               | 10 | Александар Катаи |  | 74’     |
| О               | 19 | Немања Милуновић |  | 78’     |
| С               | 20 | Његош Петровић   |  | 46’     |
| С               | 22 | Вељко Николић    |  | 46’     |
| О               | 23 | Милан Родић      |  | 13’ 87’ |
| Н               | 31 | Ел Фарду Бен     |  |         |
| С               | 35 | Секу Саного      |  |         |
| Г               | 82 | Милан Борјан     |  |         |
|                 |    |                  |  |         |
| Измене:         |    |                  |  |         |
| Г               | 1  | Зоран Поповић    |  |         |
| О               | 6  | Радован Панков   |  |         |
| С               | 8  | Гелор Канга      |  | 46’     |
| Н               | 9  | Милан Павков     |  | 87’     |
| Н               | 16 | Дијего Фалчинели |  | 46’ 87’ |
| С               | 24 | Жељко Гаврић     |  |         |
| С               | 55 | Славољуб Срнић   |  | 74’     |
| С               | 77 | Марко Гобељић    |  | 87’     |
| Н               | 92 | Алекса Вукановић |  |         |
| Н               | 99 | Никола Крстовић  |  |         |
| Тренер:         |    |                  |  |         |
| Дејан Станковић |    |                  |  |         |

| Партизан:             |    |                     |  |         |
| О                     | 4  | Светозар Марковић   |  |         |
| О                     | 5  | Игор Вујачић        |  |         |
| С                     | 6  | Бибрас Натхо        |  | 59’     |
| Н                     | 8  | Филип Холендер      |  | 88’     |
| Н                     | 11 | Такума Асано        |  |         |
| С                     | 16 | Саша Здјелар        |  | 70’     |
| С                     | 19 | Александар Шћекић   |  |         |
| О                     | 26 | Александар Миљковић |  | 87’     |
| О                     | 37 | Иван Обрадовић      |  |         |
| Н                     | 77 | Немања Јовић        |  | 46’     |
| Г                     | 88 | Владимир Стојковић  |  |         |
|                       |    |                     |  |         |
| Измене:               |    |                     |  |         |
| С                     | 10 | Лазар Павловић      |  |         |
| О                     | 17 | Марко Живковић      |  |         |
| С                     | 20 | Сејдуба Сума        |  | 59’     |
| О                     | 23 | Бојан Остојић       |  |         |
| Н                     | 32 | Никола Штулић       |  |         |
| С                     | 39 | Милош Јојић         |  | 70’     |
| Г                     | 41 | Александар Поповић  |  |         |
| С                     | 50 | Лазар Марковић      |  | 46’ 73’ |
| О                     | 72 | Слободан Урошевић   |  |         |
| С                     | 80 | Филип Стевановић    |  | 88’     |
| С                     | 99 | Милан Смиљанић      |  |         |
| Тренер:               |    |                     |  |         |
| Александар Станојевић |    |                     |  |         |

Помоћне судије: Милован Ристић, Далибор Ђурђевић, Милош Ђорђић
Делегат: Часлав Лукић

## Занимљивости
- На овој утакмици по први пут су првенствени вечити дерби заиграли:
  - за Партизан: Игор Вујачић, Марко Живковић, Немања Јовић, Филип Холендер